# 166
Het jaar 166 is het 66e jaar in de 2e eeuw volgens de christelijke jaartelling.

## Gebeurtenissen

### Italië
- In Rome heerst een pokkenepidemie, deze is meegebracht door de legionairs die gevochten hebben in Parthië. De ziekte ontvolkt vele gebieden in het keizerrijk.
- Keizer Marcus Aurelius besluit een offensief voor te bereiden tegen de "barbaarse" stammen die de Donaugrens (Limes) bedreigen, met name de Marcomannen.
- De 5-jarige Commodus krijgt de eretitel Caesar en wordt in het testament van zijn vader Marcus Aurelius, benoemd tot troonopvolger van het Romeinse Keizerrijk.
- Soter (166 - 175) volgt Anicetus op als de twaalfde paus van Rome. Hij voert de Paasviering en de zegening van het huwelijk in.

### Balkan
- Begin van de Marcomannenoorlog: De Longobarden en de Ubiërs (6.000 man) opgejaagd door de Alanen, steken de Donau over en vallen Pannonië binnen.

### Parthië
- Koning Vologases IV sluit een vredesverdrag, het Romeinse leger onder bevel van Lucius Verus keert in triomf terug naar Rome.

### China
- Keizer Han Huandi ontvangt een Romeinse delegatie in de hoofdstad Luoyang.

## Overleden
- Anicetus, paus van Rome (waarschijnlijke datum)